# 164. strelska divizija (ZSSR)
164. strelska divizija (izvirno rusko 164. стрелковая дивизия; kratica 164. SD) je bila strelska divizija Rdeče armade v času druge svetovne vojne.

## Zgodovina
Divizija je bila ustanovljena novembra 1939 v Orši, uničena oktobra 1941 v Vjazmi in ponovno ustanovljena oktobra 1943 v Leninovu.